# Bywell Castle

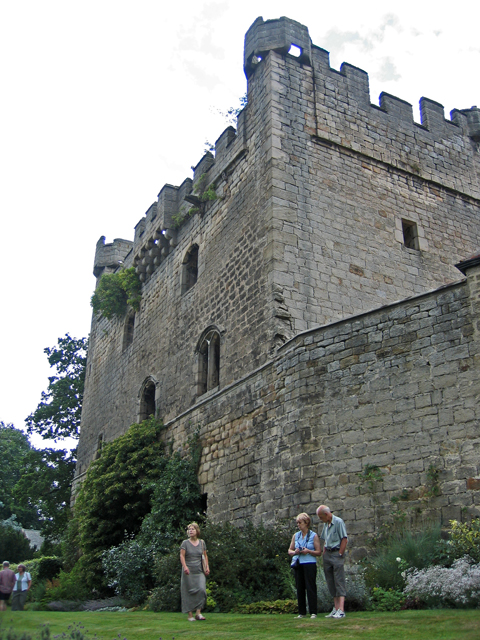
Bywell Castle

Bywell Castle ist eine Burg im Dorf Bywell, 6,5 km östlich von Corbridge in der englischen Grafschaft Northumberland. English Heritage hat sie als historisches Gebäude I. Grades gelistet und sie gilt als Scheduled Monument.
1430 ließ es die Familie Neville, die Earls of Westmorland, erbauen, aber es wurde nie fertiggestellt. Das beeindruckende, dreistöckige Torhaus ist bis heute erhalten, zusammen mit einem Teil der Kurtine, in die sehr viel später ein weiteres Torhaus eingebaut wurde. Letzteres wird Castle House genannt und wurde von English Heritage als historisches Gebäude II. Grades gelistet.
Die Burg ist heute in privater Hand und nicht öffentlich zugänglich.

## Schiff
Nach der Burg wurde ein Collier benannt, der im September 1878 mit der Princess Alice auf der Themse kollidierte und sie innerhalb von Minuten versenkte. Die Zahl der Todesopfer ist unbekannt, aber man schätzt ihre Zahl zwischen 590 und 640.